# Liste des conseillers de Paris (2014-2020)
Cet article regroupe les 163 conseillers de Paris pour 2014-2020.

## Évolution récente du nombre de conseillers de Paris
Les membres du conseil de Paris sont élus pour 6 ans dans le ressort territorial de l'arrondissement au suffrage universel direct et au scrutin de liste à deux tours. Lors de sa première réunion suivant le scrutin, en séance publique, le conseil de Paris procède à l'élection à bulletin secret du maire, à la majorité absolue pour les deux premiers tours et à la majorité relative au troisième tour si nécessaire.
Les adjoints, dont le nombre ne peut dépasser 48, sont élus au scrutin de liste à la majorité absolue par le conseil.
De 1983 à 2014, le nombre de sièges de conseillers varie de 3 à 17, selon les arrondissements. En 2013, une première loi modifie la répartition des 163 sièges entre les arrondissements, dans l'objectif de respecter la répartition démographique : elle retire un siège aux 7e, 16e et 17e arrondissements pour en ajouter un dans les 10e, 19e et 20e arrondissements. Elle est rejetée par le Conseil constitutionnel qui considère que le minimum de trois conseillers par arrondissement imposé par la loi assure une surreprésentation démographique de certains secteurs du centre de Paris. Une nouvelle loi, le 5 août 2013, supprime le minimum de trois sièges de conseillers de Paris et réaffecte les 163 sièges selon la répartition suivante, sans remodifier le nombre et la répartition des conseillers d'arrondissements :
| Arrondissement                                                              | 1er | 2e | 3e | 4e | 5e | 6e | 7e | 8e | 9e | 10e | 11e | 12e | 13e | 14e | 15e | 16e | 17e | 18e | 19e | 20e | Total |
| --------------------------------------------------------------------------- | --- | -- | -- | -- | -- | -- | -- | -- | -- | --- | --- | --- | --- | --- | --- | --- | --- | --- | --- | --- | ----- |
| Conseillers de Paris de 1983 à 2014                                         | 3   | 3  | 3  | 3  | 4  | 3  | 5  | 3  | 4  | 6   | 11  | 10  | 13  | 10  | 17  | 13  | 13  | 14  | 12  | 13  | 163   |
| Conseillers de Paris depuis 2014                                            | 1   | 2  | 3  | 2  | 4  | 3  | 4  | 3  | 4  | 7   | 11  | 10  | 13  | 10  | 18  | 13  | 12  | 15  | 14  | 14  | 163   |
| Conseillers d'arrondissement avant 2014                                     | 10  | 10 | 10 | 10 | 10 | 10 | 10 | 10 | 10 | 12  | 22  | 20  | 26  | 20  | 34  | 26  | 26  | 28  | 24  | 26  | 354   |
| Conseillers d'arrondissement depuis 2014                                    | 10  | 10 | 10 | 10 | 10 | 10 | 10 | 10 | 10 | 14  | 22  | 20  | 26  | 20  | 36  | 26  | 24  | 30  | 28  | 28  | 364   |
| diminution du nombre de conseillers — augmentation du nombre de conseillers |     |    |    |    |    |    |    |    |    |     |     |     |     |     |     |     |     |     |     |     |       |

## Liste des conseillers de Paris
En juillet 2017, six élus (Pierre Auriacombe, Jérôme Dubus, Marie-Laure Harel, Thierry Hodent, Nathalie Kosciusko-Morizet et Patrick Trémège) décident de quitter le groupe LR et de créer un groupe dissident, nommé « Parisiens progressistes, constructifs et indépendants ». En juillet 2018, Thierry Hodent et Patrick Trémège rejoignent le mouvement présidentiel. 5 autres élus rejoignent le groupe par la suite, dont Christian Saint-Étienne du groupe UDI-MoDem, tandis que Nathalie Kosciusko-Morizet démissionne du Conseil de Paris en août 2018.
En octobre 2017, Julien Bargeton crée le groupe « Démocrates et Progressistes » (5 membres, puis 6, venant des groupes socialiste, RG-CI et UDI-MoDem), s'inscrivant dans la majorité présidentielle.
Deux autres groupes sont créés au cours de la législature : le groupe Génération.s[Quand ?] (7 dissidents du groupe socialiste et Yves Contassot, du groupe écologiste) et le groupe « 100% Paris » de Pierre-Yves Bournazel (14 membres issus du groupe LR, dont les maires d'arrondissement Jean-François Legaret et Philippe Goujon, et 2 du groupe UDI-MoDem), créé début juin 2019. Fin juin, 4 autres conseillers le rejoignent, dont Florence Berthout, maire du 5e arrondissement et présidente du groupe LR.
| Nom                         |  | Groupe     | Arrondissement |
| --------------------------- |  | ---------- | -------------- |
| Jean-François Legaret       |  | 100% PARIS | 1er            |
| Jacques Boutault            |  | GEP        | 2e             |
| Véronique Levieux           |  | SOCA       | 2e             |
| Pierre Aidenbaum            |  | SOCA       | 3e             |
| Laurence Goldgrab           |  | RG-CI      | 3e             |
| Marie-Laure Harel           |  | PPCI       | 3e             |
| Christophe Girard           |  | SOCA       | 4e             |
| Karen Taieb Attias          |  | SOCA       | 4e             |
| Florence Berthout           |  | 100% PARIS | 5e             |
| Marie-Christine Lemardeley  |  | SOCA       | 5e             |
| Dominique Stoppa-Lyonnet    |  | 100% PARIS | 5e             |
| Dominique Tiberi            |  | NI         | 5e             |
| Marielle de Sarnez          |  | UDI-MoDem  | 6e             |
| Jean-Pierre Lecoq           |  | LR         | 6e             |
| Alexandre Vesperini         |  | PPCI       | 6e             |
| Rachida Dati                |  | LR         | 7e             |
| Emmanuelle Dauvergne        |  | LR         | 7e             |
| Thierry Hodent              |  | PPCI       | 7e             |
| Yves Pozzo di Borgo         |  | NI         | 7e             |
| Jeanne d'Hauteserre         |  | LR         | 8e             |
| Catherine Lécuyer           |  | LR         | 8e             |
| Pierre Lellouche            |  | NI         | 8e             |
| Gypsie Bloch                |  | 100% PARIS | 9e             |
| Delphine Bürkli             |  | LR         | 9e             |
| Jean-Baptiste de Froment    |  | LR         | 9e             |
| Pauline Véron               |  | SOCA       | 9e             |
| Alexandra Cordebard         |  | SOCA       | 10e            |
| Rémi Féraud                 |  | SOCA       | 10e            |
| Bernard Gaudillère          |  | SOCA       | 10e            |
| Didier Le Reste             |  | PCF-FG     | 10e            |
| Déborah Pawlik              |  | PPCI       | 10e            |
| Paul Simondon               |  | SOCA       | 10e            |
| Anne Souyris                |  | GEP        | 10e            |
| David Belliard              |  | GEP        | 11e            |
| Hélène Bidard               |  | PCF-FG     | 11e            |
| Patrick Bloche              |  | SOCA       | 11e            |
| Leïla Diri                  |  | UDI-MoDem  | 11e            |
| Philippe Ducloux            |  | SOCA       | 11e            |
| Jean-François Martins       |  | RG-CI      | 11e            |
| Joëlle Morel                |  | GEP        | 11e            |
| Nawel Oumer                 |  | SOCA       | 11e            |
| Christian Saint-Étienne     |  | PPCI       | 11e            |
| François Vauglin            |  | SOCA       | 11e            |
| Mercedes Zuniga             |  | SOCA       | 11e            |
| Catherine Baratti-Elbaz     |  | SOCA       | 12e            |
| Nicolas Bonnet-Oulaldj      |  | PCF-FG     | 12e            |
| Sandrine Charnoz            |  | G·s        | 12e            |
| Emmanuel Grégoire           |  | SOCA       | 12e            |
| François Haab               |  | UDI-MoDem  | 12e            |
| Pénélope Komitès            |  | SOCA       | 12e            |
| Jean-Louis Missika          |  | SOCA       | 12e            |
| Valérie Montandon           |  | LR         | 12e            |
| Christophe Najdovski        |  | NI         | 12e            |
| Catherine Vieu-Charier      |  | PCF-FG     | 12e            |
| Jean-Noël Aqua              |  | PCF-FG     | 13e            |
| Marie Atallah               |  | GEP        | 13e            |
| Emmanuelle Becker           |  | PCF-FG     | 13e            |
| Yves Contassot              |  | G·s        | 13e            |
| Jérôme Coumet               |  | SOCA       | 13e            |
| Marie-Pierre de La Gontrie  |  | SOCA       | 13e            |
| Édith Gallois               |  | 100% PARIS | 13e            |
| Bruno Julliard              |  | SOCA       | 13e            |
| Anne-Christine Lang         |  | DP         | 13e            |
| Jean-Marie Le Guen          |  | SOCA       | 13e            |
| Annick Olivier              |  | SOCA       | 13e            |
| Buon Huong Tan              |  | RG-CI      | 13e            |
| Patrick Trémège             |  | PPCI       | 13e            |
| Éric Azière                 |  | UDI-MoDem  | 14e            |
| Hervé Bégué                 |  | PCF-FG     | 14e            |
| Célia Blauel                |  | NI         | 14e            |
| Marie-Claire Carrère-Gée ,  |  | LR         | 14e            |
| Pascal Cherki               |  | G·s        | 14e            |
| Caroline Mécary             |  | SOCA       | 14e            |
| Étienne Mercier             |  | SOCA       | 14e            |
| Carine Petit                |  | G·s        | 14e            |
| Olivia Polski               |  | SOCA       | 14e            |
| Hermano Sanches Ruivo       |  | SOCA       | 14e            |
| Pascale Bladier             |  | PPCI       | 15e            |
| Anne-Charlotte Buffeteau    |  | 100% PARIS | 15e            |
| Sylvie Ceyrac               |  | 100% PARIS | 15e            |
| Pierre Charon               |  | LR         | 15e            |
| Daniel-Georges Courtois     |  | 100% PARIS | 15e            |
| François-David Cravenne     |  | LR         | 15e            |
| Claude Dargent              |  | SOCA       | 15e            |
| Claire de Clermont-Tonnerre |  | 100% PARIS | 15e            |
| Agnès Evren                 |  | LR         | 15e            |
| Maud Gatel                  |  | UDI-MoDem  | 15e            |
| Philippe Goujon             |  | 100% PARIS | 15e            |
| Anne Hidalgo                |  | SOCA       | 15e            |
| Jean-François Lamour        |  | 100% PARIS | 15e            |
| Franck Lefevre              |  | LR         | 15e            |
| Jean-Baptiste Menguy        |  | 100% PARIS | 15e            |
| Anne Tachène                |  | UDI-MoDem  | 15e            |
| Dominique Versini           |  | RG-CI      | 15e            |
| Yann Wehrling               |  | UDI-MoDem  | 15e            |
| Michèle Assouline           |  | LR         | 16e            |
| Pierre Auriacombe           |  | PPCI       | 16e            |
| Julie Boillot               |  | 100% PARIS | 16e            |
| Céline Boulay-Espéronnier   |  | PPCI       | 16e            |
| Stéphane Capliez            |  | LR         | 16e            |
| Grégoire Chertok            |  | LR         | 16e            |
| Pierre Gaboriau             |  | 100% PARIS | 16e            |
| Danièle Giazzi              |  | LR         | 16e            |
| Claude Goasguen             |  | LR         | 16e            |
| Éric Hélard                 |  | UDI-MoDem  | 16e            |
| Ann-Katrin Jego             |  | 100% PARIS | 16e            |
| Thomas Lauret               |  | DP         | 16e            |
| Béatrice Lecouturier        |  | UDI-MoDem  | 16e            |
| Jean-Didier Berthault       |  | 100% PARIS | 17e            |
| Alix Bougeret               |  | LR         | 17e            |
| Geoffroy Boulard            |  | LR         | 17e            |
| Bernard Debré               |  | LR         | 17e            |
| Jérôme Dubus                |  | PPCI       | 17e            |
| Catherine Dumas             |  | 100% PARIS | 17e            |
| Olga Johnson                |  | UDI-MoDem  | 17e            |
| Patrick Klugman             |  | SOCA       | 17e            |
| Brigitte Kuster             |  | LR         | 17e            |
| Annick Lepetit              |  | SOCA       | 17e            |
| Valérie Nahmias             |  | UDI-MoDem  | 17e            |
| Frédéric Péchenard          |  | LR         | 17e            |
| Pierre-Yves Bournazel       |  | 100% PARIS | 18e            |
| Claudine Bouygues           |  | SOCA       | 18e            |
| Galla Bridier               |  | GEP        | 18e            |
| Jean-Bernard Bros           |  | RG-CI      | 18e            |
| Ian Brossat                 |  | PCF-FG     | 18e            |
| Myriam El Khomri            |  | SOCA       | 18e            |
| Afaf Gabelotaud             |  | SOCA       | 18e            |
| Didier Guillot              |  | DP         | 18e            |
| Christian Honoré            |  | 100% PARIS | 18e            |
| Pascal Julien               |  | GEP        | 18e            |
| Éric Lejoindre              |  | SOCA       | 18e            |
| Sandrine Mées               |  | GEP        | 18e            |
| Fadila Mehal                |  | DP         | 18e            |
| Danièle Premel              |  | PCF-FG     | 18e            |
| Daniel Vaillant             |  | SOCA       | 18e            |
| Colombe Brossel             |  | SOCA       | 19e            |
| François Dagnaud            |  | SOCA       | 19e            |
| Léa Filoche                 |  | G·s        | 19e            |
| Fanny Gaillanne             |  | PCF-FG     | 19e            |
| Jean-Jacques Giannesini     |  | LR         | 19e            |
| Halima Jemni                |  | SOCA       | 19e            |
| Bernard Jomier              |  | NI         | 19e            |
| Fatoumata Koné              |  | GEP        | 19e            |
| Roger Madec                 |  | SOCA       | 19e            |
| Nicolas Nordman             |  | SOCA       | 19e            |
| Anne-Constance Onghena      |  | 100% PARIS | 19e            |
| Mao Peninou                 |  | DP         | 19e            |
| Aurélie Solans              |  | NI         | 19e            |
| Sergio Tinti                |  | PCF-FG     | 19e            |
| David Assouline             |  | SOCA       | 20e            |
| Marinette Bache             |  | SOCA       | 20e            |
| Julien Bargeton             |  | DP         | 20e            |
| Jacques Baudrier            |  | PCF-FG     | 20e            |
| Frédérique Calandra         |  | DP         | 20e            |
| Virginie Daspet             |  | G·s        | 20e            |
| Nathalie Fanfant            |  | 100% PARIS | 20e            |
| Jérôme Gleizes              |  | GEP        | 20e            |
| Antoinette Guhl             |  | GEP        | 20e            |
| Frédéric Hocquard           |  | G·s        | 20e            |
| Nathalie Maquoi             |  | G·s        | 20e            |
| Atanase Périfan             |  | LR         | 20e            |
| Raphaëlle Primet            |  | PCF-FG     | 20e            |
| Danielle Simonnet           |  | NI         | 20e            |

## Liste des adjoints à la maire
Pour le mandat 2014-2020, la maire de Paris a 21 adjoints :
- Bruno Julliard, premier adjoint chargé de la culture, du patrimoine, des métiers d'arts, des relations avec les arrondissements et de la nuit. (PS, élu du 13e arrondissement).
- Julien Bargeton, adjoint chargé des finances, des sociétés d'économie mixte, des marchés publics et des concessions (PS, élu du 20e arrondissement).
- Célia Blauel, adjointe chargée de l'environnement, du développement durable et de l'eau (EELV, élue du 14e arrondissement).
- Hélène Bidard, adjointe chargée de l'égalité femmes-hommes, de la lutte contre les discriminations et des droits de l'homme (PCF, élue du 11e arrondissement).
- Ian Brossat, adjoint chargé du logement et de l'hébergement d'urgence (PCF, élu du 18e arrondissement).
- Colombe Brossel, adjointe chargée des espaces verts, de la nature, de la préservation de la biodiversité et des affaires funéraires (PS, élue du 19e arrondissement). Remplacée, à la suite de sa nomination comme adjointe chargée de la sécurité, par Pénélope Komitès.
- Alexandra Cordebard, adjointe chargée des affaires scolaires, de la réussite éducative et des rythmes scolaires (PS, élue du 10e arrondissement).
- Myriam El Khomri, adjointe chargée de la sécurité, de la prévention, de la politique de la ville et de l'intégration (PS, élue du 18e arrondissement). Remplacée, à la suite de sa nomination au gouvernement, fin août 2014, par Colombe Brossel.
- Emmanuel Grégoire, adjoint chargé des ressources humaines, des services publics et de la modernisation de l'administration (PS, élu du 12e arrondissement).
- Antoinette Guhl, adjointe chargée de l'économie sociale et solidaire, de l'innovation sociale et de l'économie circulaire (EELV, élue du 20e arrondissement).
- Bernard Jomier, adjoint chargé de la santé, du handicap et des relations avec l'Assistance publique - Hôpitaux de Paris (ex-EELV, élu du 19e arrondissement).
- Patrick Klugman, adjoint chargé des relations internationales et de la francophonie (PS, élu du 17e arrondissement).
- Marie-Christine Lemardeley, adjointe chargée de la vie étudiante et de la recherche (PS d'ouverture, élue du 5e arrondissement).
- Jean-François Martins, adjoint chargé des sport et du tourisme (PS d'ouverture, élu du 11e arrondissement).
- Jean-Louis Missika, adjoint chargé de l'urbanisme, de l'architecture, des projets du Grand Paris, du développement économique et de l'attractivité (PS d'ouverture, élu du 12e arrondissement).
- Christophe Najdovski, adjoint chargé des transports, de la voirie, des déplacements et des espaces publics (EELV, élu du 12e arrondissement).
- Mao Peninou, adjoint chargé de la propreté, de l'assainissement et de l'organisation et du fonctionnement du Conseil de Paris (PS, élu du 19e arrondissement).
- Olivia Polski, adjointe chargée des commerces et de l'artisanat (PS, élue du 14e arrondissement).
- Pauline Véron, adjointe chargée de la démocratie locale, de la participation citoyenne, de la vie associative, de la jeunesse et de l'emploi (PS, élue du 9e arrondissement).
- Dominique Versini, adjointe chargée de la solidarité, de la famille, de la petite enfance, de la protection de l'enfance, de lutte contre les exclusions et des personnes âgées (PS d'ouverture, élue du 15e arrondissement).
- Catherine Vieu-Charier, adjointe chargée de la mémoire, des anciens combattants et correspondante Défense (PCF, élue du 12e arrondissement).

Le 6 octobre 2017, l'équipe des adjoints au maire est remaniée, comptant désormais 27 personnes :
- Bruno Julliard (PS) : premier adjoint, culture et relations avec les arrondissements
- Hélène Bidard (PC), égalité femmes/hommes, lutte contre les discriminations et Droits humains
- Célia Blauel (ex-EELV), environnement, développement durable, eau, politique des canaux et plan climat
- Patrick Bloche (PS), éducation, petite enfance, et familles
- Galla Bridier (EELV), personnes âgées et autonomie
- Jean-Bernard Bros (PRG), société d’économie mixte et sociétés publiques locales
- Ian Brossat (PC), logement, habitat durable et hébergement d’urgence
- Colombe Brossel (PS), sécurité, prévention, quartiers populaires et intégration
- Afaf Gabelotaud (PS), politiques de l’emploi
- Christophe Girard (PS), ressources humaines, dialogue social et qualité des services publics
- Emmanuel Grégoire (PS), budget, financement et transformation des politiques publiques
- Antoinette Guhl (EELV), économie sociale et solidaire, innovation sociale et économie circulaire
- Frédéric Hocquard (PS), vie nocturne et économie culturelle
- Patrick Klugman (PS), relations internationales et francophonie
- Pénélope Komitès (PS), espaces verts, nature en ville, biodiversité, agriculture urbaine, affaires funéraires
- Marie-Christine Lemardeley (PS), enseignement supérieur, vie étudiante, recherche
- Véronique Levieux (PS), patrimoine
- Jean-François Martins (ex Modem), sport, tourisme, et Jeux olympiques et paralympiques
- Jean-Louis Missika (apparenté PS), urbanisme, architecture, projets du Grand Paris, développement économique et attractivité
- Christophe Najdovski (EELV), transports, voirie, déplacements, espace public
- Nicolas Nordman (PS), personnes en situation de handicap et accessibilité
- Mao Péninou (ex PS, soutien d'Emmanuel Macron à l'élection présidentielle), propreté, assainissement, organisation et fonctionnement du Conseil de Paris
- Olivia Polski (PS), commerce, artisanat, professions libérales et indépendantes
- Anne Souyris (EELV), santé et relations avec l’AP HP
- Pauline Véron (PS), démocratie locale, participation citoyenne, vie associative, jeunesse
- Dominique Versini (indépendante), solidarités, lutte contre l’exclusion, accueil des réfugiés, protection de l’enfance
- Catherine Vieu Charier (PC), mémoire, monde combattant, correspondant défense.

Bruno Julliard démissionne le 17 septembre 2018 ; Emmanuel Grégoire devient alors premier adjoint, tandis que Christophe Girard revient à la culture. Ce dernier est remplacé dans ses attributions par Véronique Levieux, à laquelle succède Karen Taieb. Mao Péninou démissionne en novembre 2018, afin de se présenter sur la liste présidentielle lors des élections européennes de 2019 ; il est remplacé par Paul Simondon.

## Sources
- « Résultats définitifs du second tour (sous réserve d'éventuelles corrections et de décisions du juge de l'élection) », sur elections.interieur.gouv.fr site du Ministère de l'Intérieur (consulté le 5 avril 2014)